# Perigonio
En algunas flores, no se pueden diferenciar las piezas del cáliz y la corola o, lo que es lo mismo, no se puede determinar si son pétalos o sépalos (es decir, todas las piezas de los ciclos estériles de la flor son iguales entre sí). Este ciclo se denomina perigonio (peri, 'alrededor'; gonio, 'estructuras de reproducción') y las piezas que lo componen reciben el nombre de tépalos. Si los tépalos se parecen a un pétalo, el perigonio se llama «corolino» (de corola); si se parecen a sépalos, se dice «perigonio calicino» o «calicoide» (de cáliz).

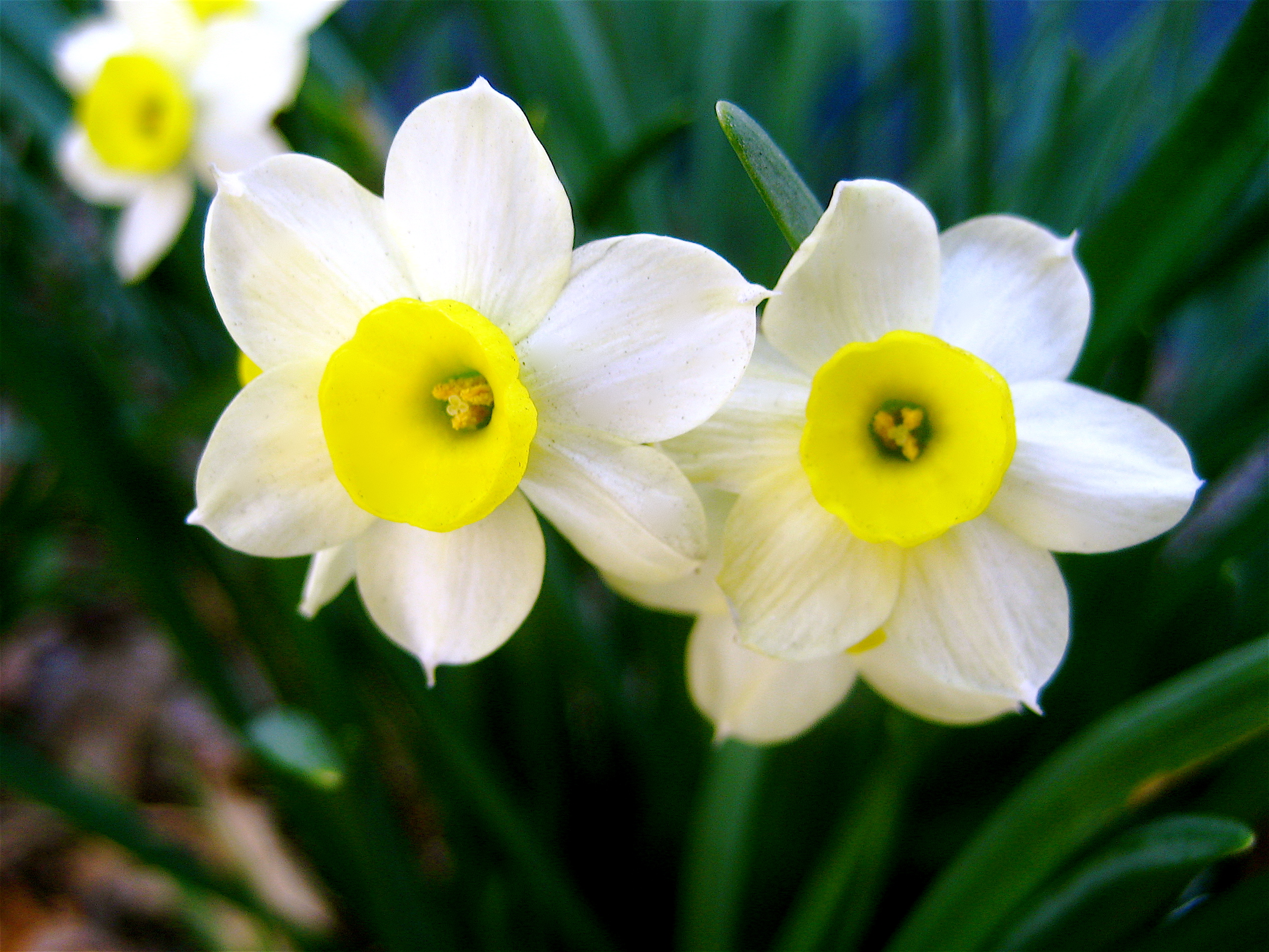
Perigonio (de color crema) y paraperigonio (amarillo) en Narcissus

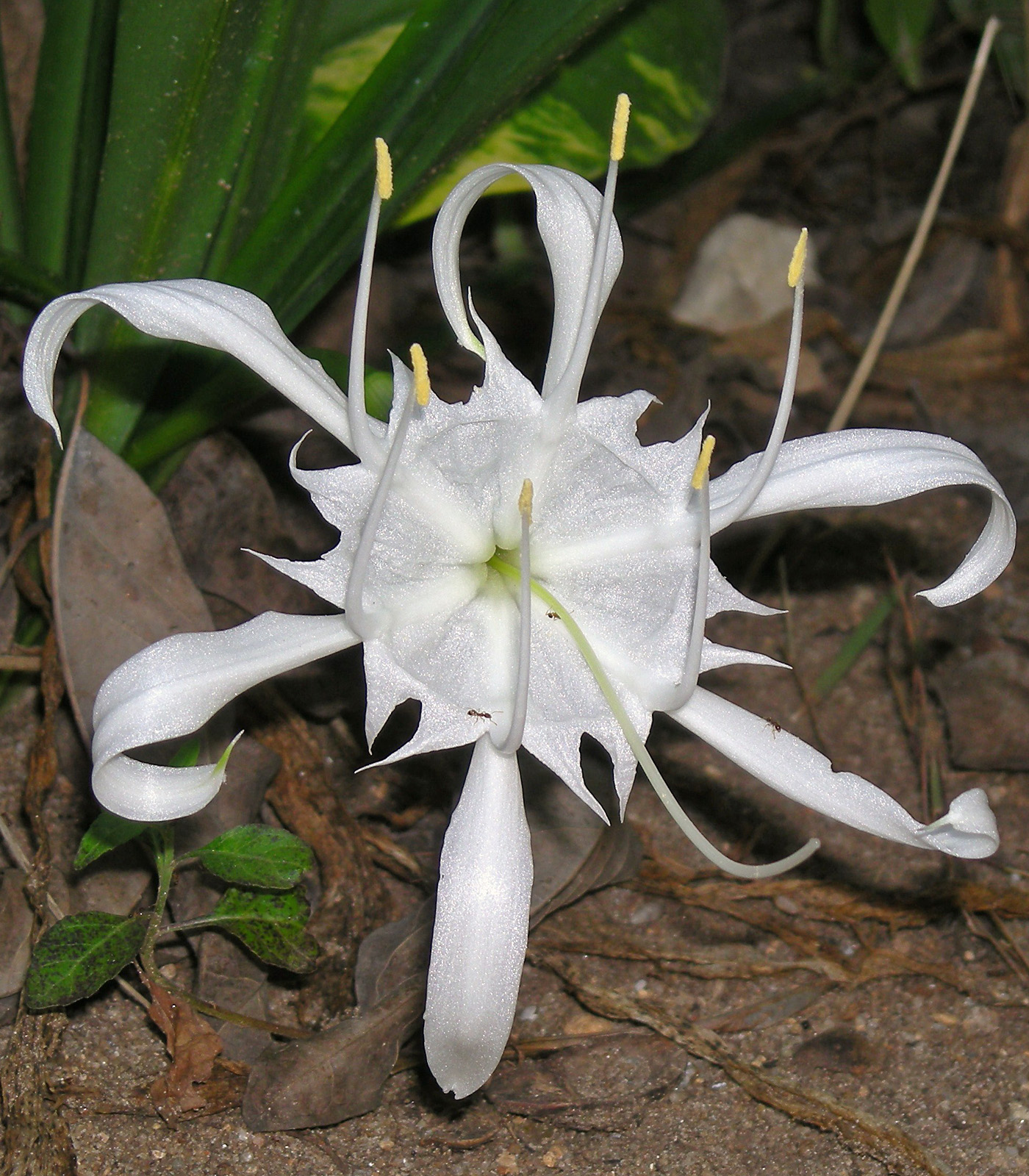
Flor de Hymenocallis speciosa, puede observarse el paraperigonio o corona estaminal uniendo los filamentos de los seis estambres.

## Paraperigonio
Cada pétalo o tépalo que forma la corola está formado por una «uña» que lo fija al receptáculo y por un «limbo» que es la parte ensanchada y generalmente vistosa de la corola. En ciertos géneros —(Narcissus) por ejemplo— en la parte superior de la uña existe un apéndice ligular que forma una copa por dentro del ciclo de tépalos denominada «paraperigonio» o «falsa corola». En otros casos —Hymenocallis— el paraperigonio está constituido por una membrana que une entre sí a los filamentos de los estambres. En este último caso el paraperigonio también se denomina «corona estaminal».